# Kvarteret Sperlingens backe

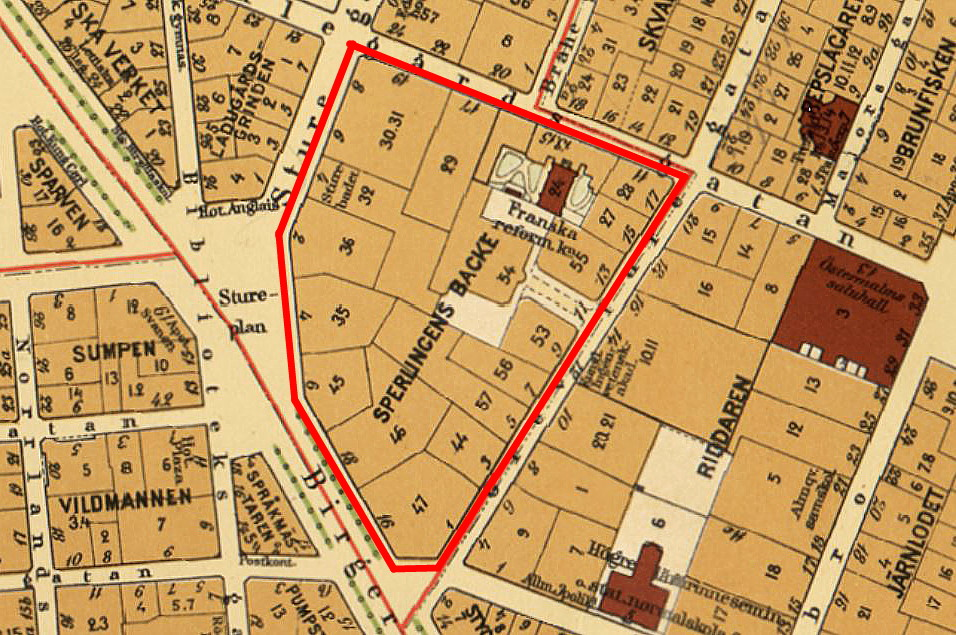
Kvarteret Sperlingens backe med sin slutgiltiga form på 1930-talet.

Kvarteret Sperlingens backe ligger på Östermalm i Stockholm. Kvarteret begränsas idag av Humlegårdsgatan i norr, av Grev Turegatan i sydost och av Birger Jarlsgatan, Stureplan och Sturegatan i väster. Kvarteret var tidigare betydligt större och omfattade även dagens kvarter Ladugårdsgrinden och Landbyska verket. En övervägande del av kvarteret upptas av Sturegallerian.

## Kvarterets utveckling

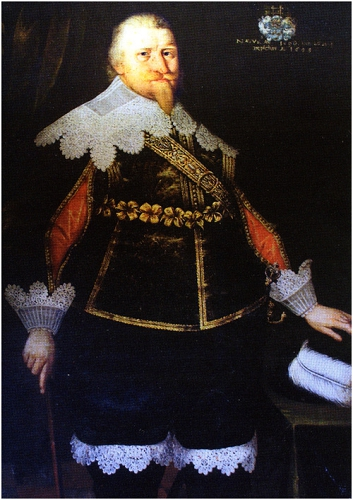
C.O. Sperling.

Kvarteret Sperlingens Backe har sitt namn efter generalmajoren Caspar Otto Sperling (1596-1655) som 1612 kom från Mecklenburg till Sverige. Sperling blev så småningom chef för Södermanlands infanteriregemente och generalguvernör över Halland där han köpte de gods som kom att ingå i Sperlingsholm. Han bosatte sig 1645 i Stockholm vid den västligaste delen av nuvarande Riddargatan som då hette Sperlings backe och lät där bygga ett av stadsdelens första stenhus. Vid Sperligs backe (nuvarande hörnet Riddargatan / Nybrogatan) bodde också den tyskfödde hovbagaren Martin Kammecker (se Martin Kammeckers stenhus). Han ägde Kammeckers kvarn och efter honom uppkallades även Tyskbagargatan och Tyskbagarbergen.
Kvarterets läge framgår redan på kartor från 1600-talets mitt. På en dansk karta från 1645 syns det i gränszonen mellan Norrmalm och Ladugårdslandet som en spetsig triangel med spetsen åt nordväst. Längs sydvästra sidan flöt Rännilen som förband Träsket med Packaretorgsviken. På den danska kartan syns även två avlånga byggnader (nr 33: Reperbahn) som var en repslagarbana. På Petrus Tillaeus karta från 1733 har kvarteret nummer 9 (Sperlingens backe) och är fortfarande obebyggd. I sydöstra delen syns en antydan till tomtindelning.
Sin nuvarande form fick kvarteret genom Lindhagenplanen som föreslog bland annat framdragande av den nya Birger Jarls gatan över det då tätt bebyggda område sydväst om Sperlingens backe. Planen började omsättas i slutet av 1800-talet. Då splittrades även kvarteret i en större och två mindre delar. De senare kom efter 1920-talet kallas Ladugårdsgrinden respektive Landbyska verket.

Kvarterets utveckling
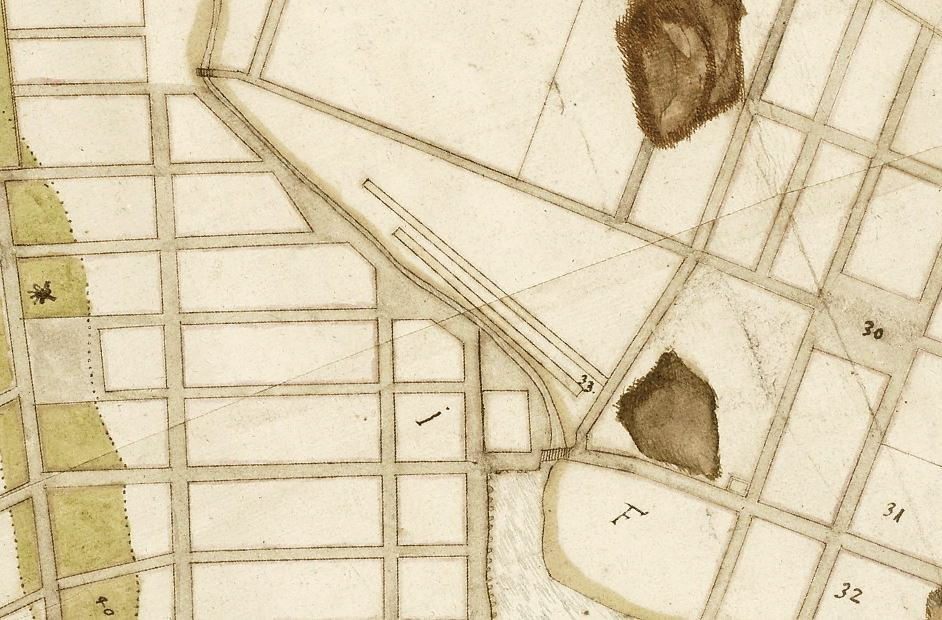
1645
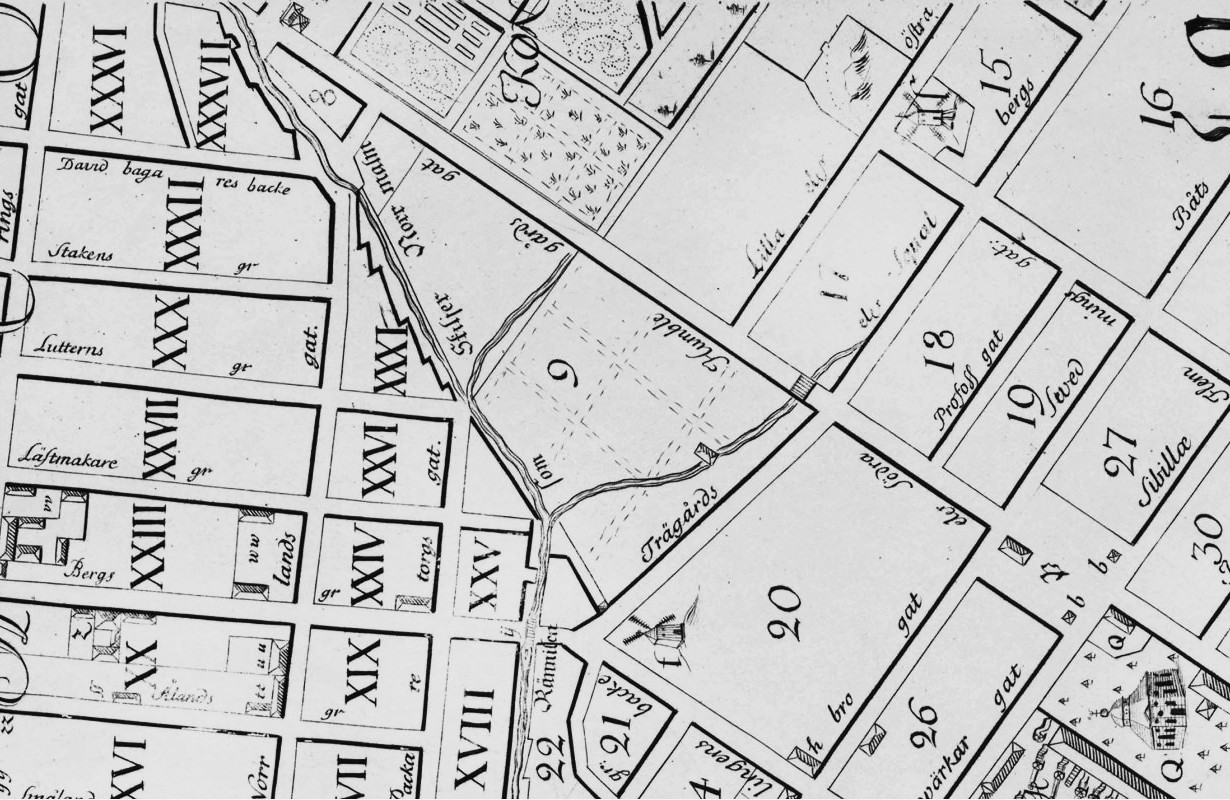
1733
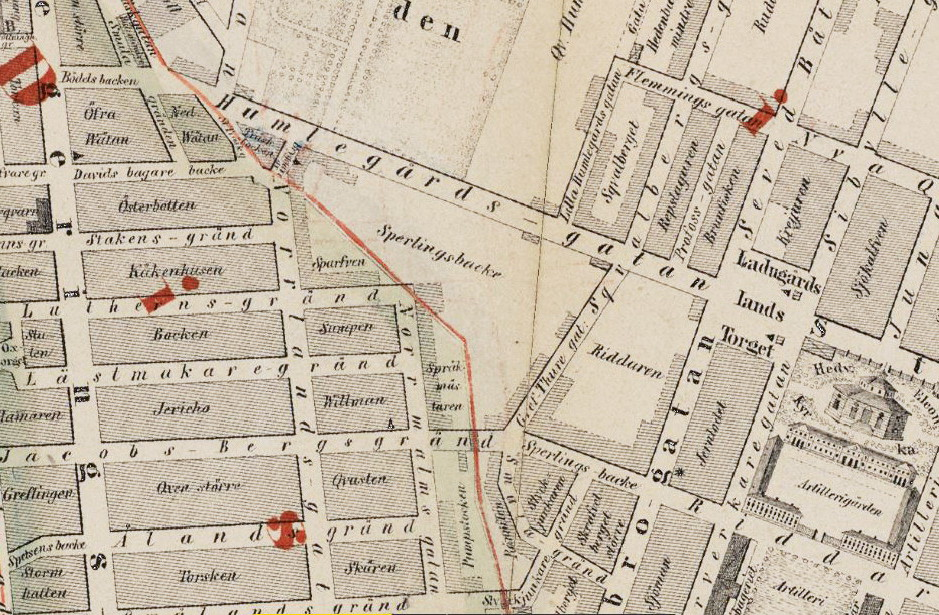
1855
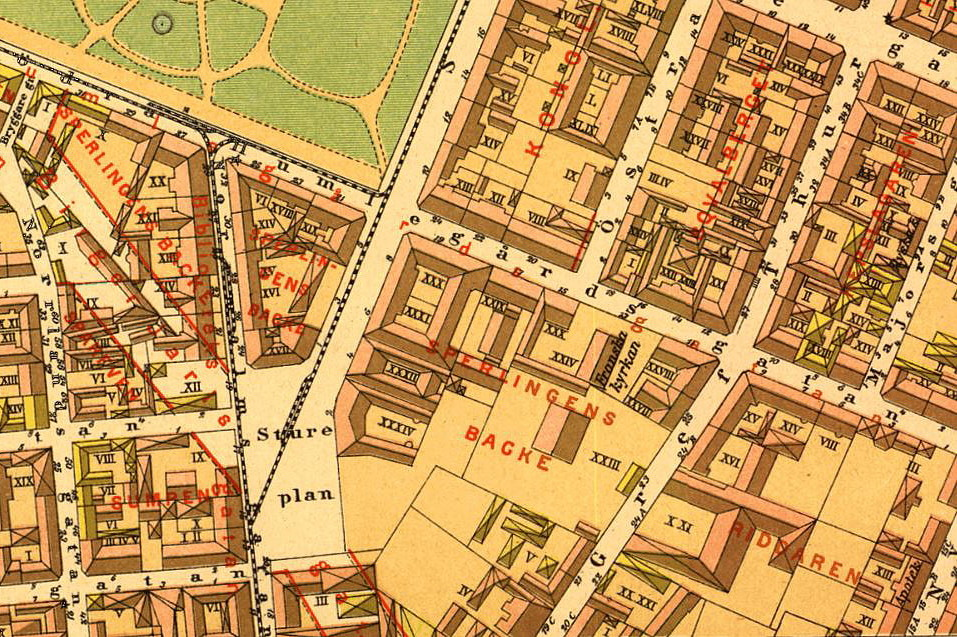
1885
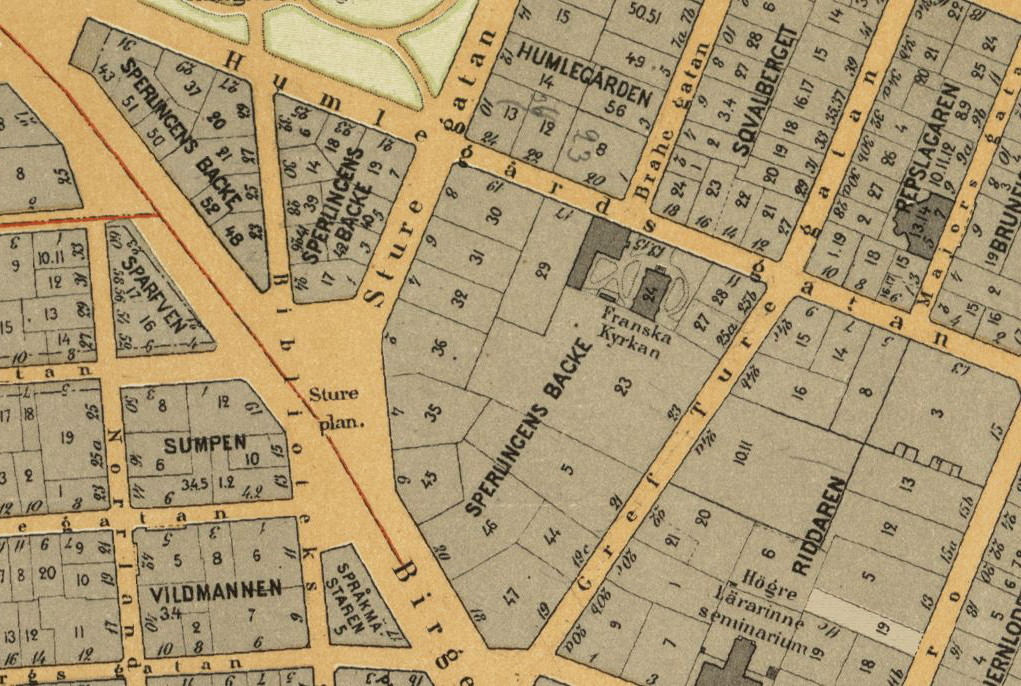
1909

## Bebyggelsen

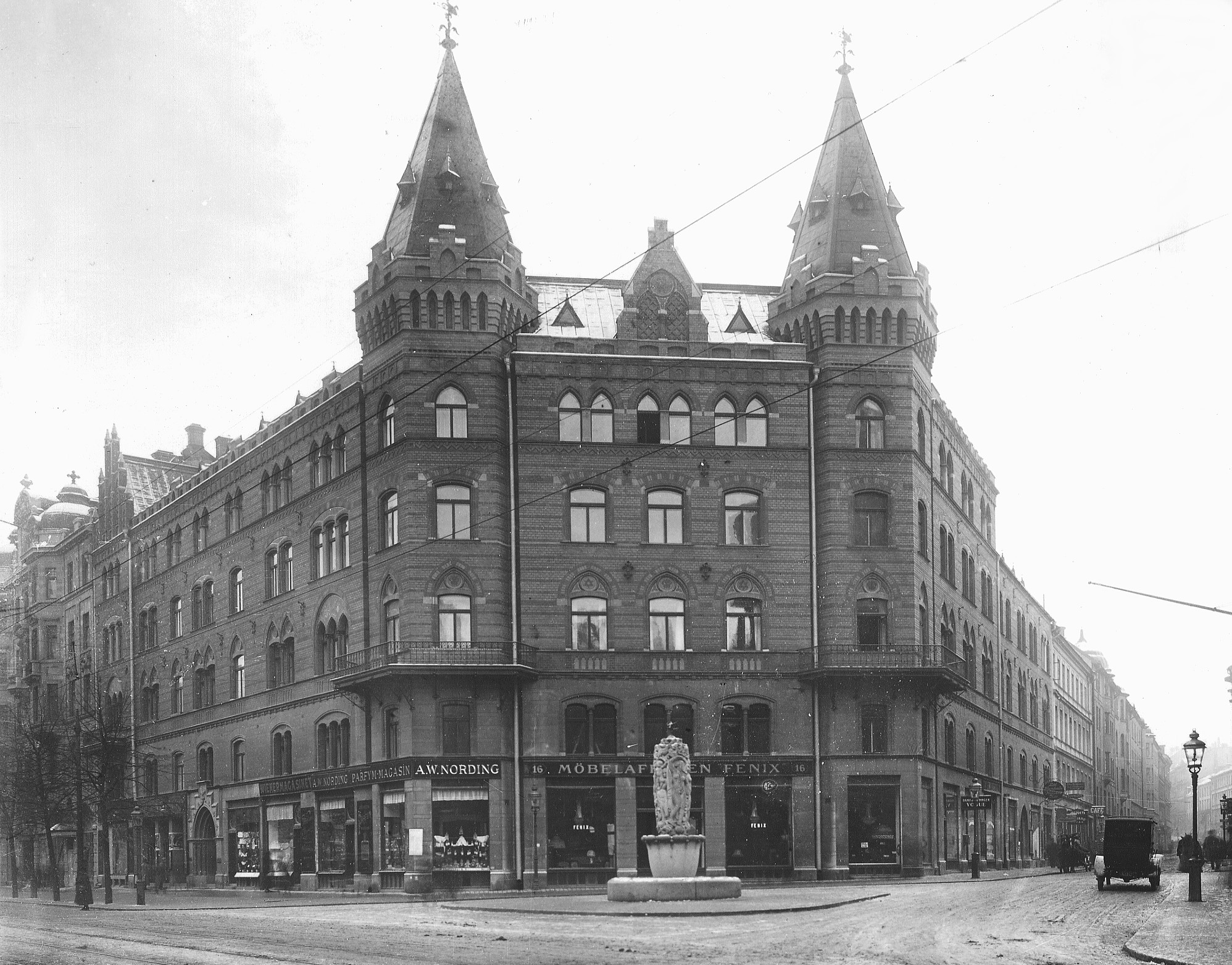
Sperlingens backe 47, Birger Jarlsgatan / Grev Turegatan, uppfört 1892, rivet 1934.

Vid 1870-talet hade flera bostadshus samt Franska reformerta kyrkan tillkommit i anslutning till Grev Turegatan och Humlegårdsgatan. För övrigt dominerade låg trähusbebyggelse. I slutet av 1800-talet uppstod en regelrätt byggboom kring Stureplan. Sperlingens backens 18 fastigheter började bebyggas med påkostade stenhus och den idag välkända fasadfronten mot Stureplan 2–6 skapades mellan 1883 och 1897 på initiativ av industrimannan Johan August Bång. Ett av husen bär även hans namn: Bångska palatset, ritat 1883 av arkitekt Adolf Emil Melander. 
Vid Sturegatan 4 uppfördes bebyggelsen för Sturebadet, en bad- och friskvårdsanläggning, invigd 1885 och skapad av Carl Curman. Huset vid Birger Jarlsgatan 18 ritades av arkitektkontoret Hagström & Ekman och uppfördes år 1899–1900. Byggnaden kom efter 1920 inhysa företaget AB Hans Osterman, mera känt som Ostermans marmorhallar på grund av sin omfattande inredning bestående av grön kolmårdsmarmor. Anläggningen ansågs vid sin tid vara Europas elegantaste bilförsäljningshall. På 1930-talet tillkom den egentliga marmorhallen mot Grev Turegatan 3–5, ritad av arkitekterna Mauritz Dahlberg och Harry Egler som gestaltade fasaden mot Grev Turegatan i stram funktionalism. Vid Grev Turegatan 11 lät Freys Hyrverk bygga sin anläggning vars första etapp stod färdig år 1900. Freys skulle bli kvar här ända fram till 1973.

### Sperlingens backe 47
Ett praktfullt hus med två torn i hörnet Birger Jarlsgatan 16 / Grev Turegatan 1 byggdes på 1890-talet efter ritningar av Hjalmar Kumlien. Mellan 1917 och 1934 låg här biografen Piccadilly med 400 platser och en av stadens premiärbiografer. 1921 restes Carl Eldhs skulptur Fontän framför byggnaden. Huset revs 1934 för att bereda plats för Städernas allmänna brandstodsbolagets nya kontorskomplex, ritat av arkitekt Gustaf Clason som lät klä fasaderna i vit Ekebergsmarmor. I huset öppnade 1935 igen en premiärbiograf, Spegeln, nedlagd 1995. 

Historiska bilder
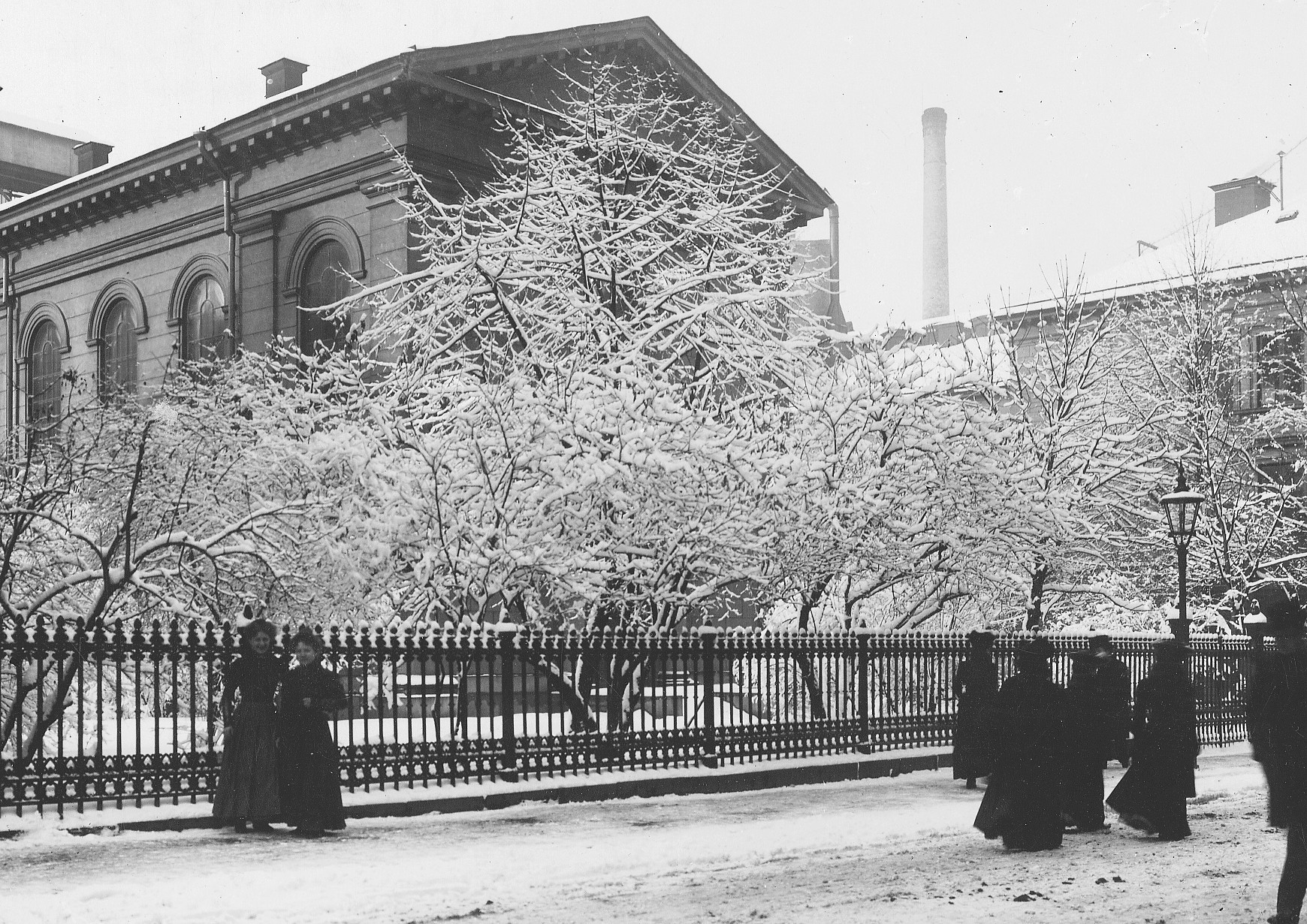
Franska reformerta kyrkan omkring 1900.
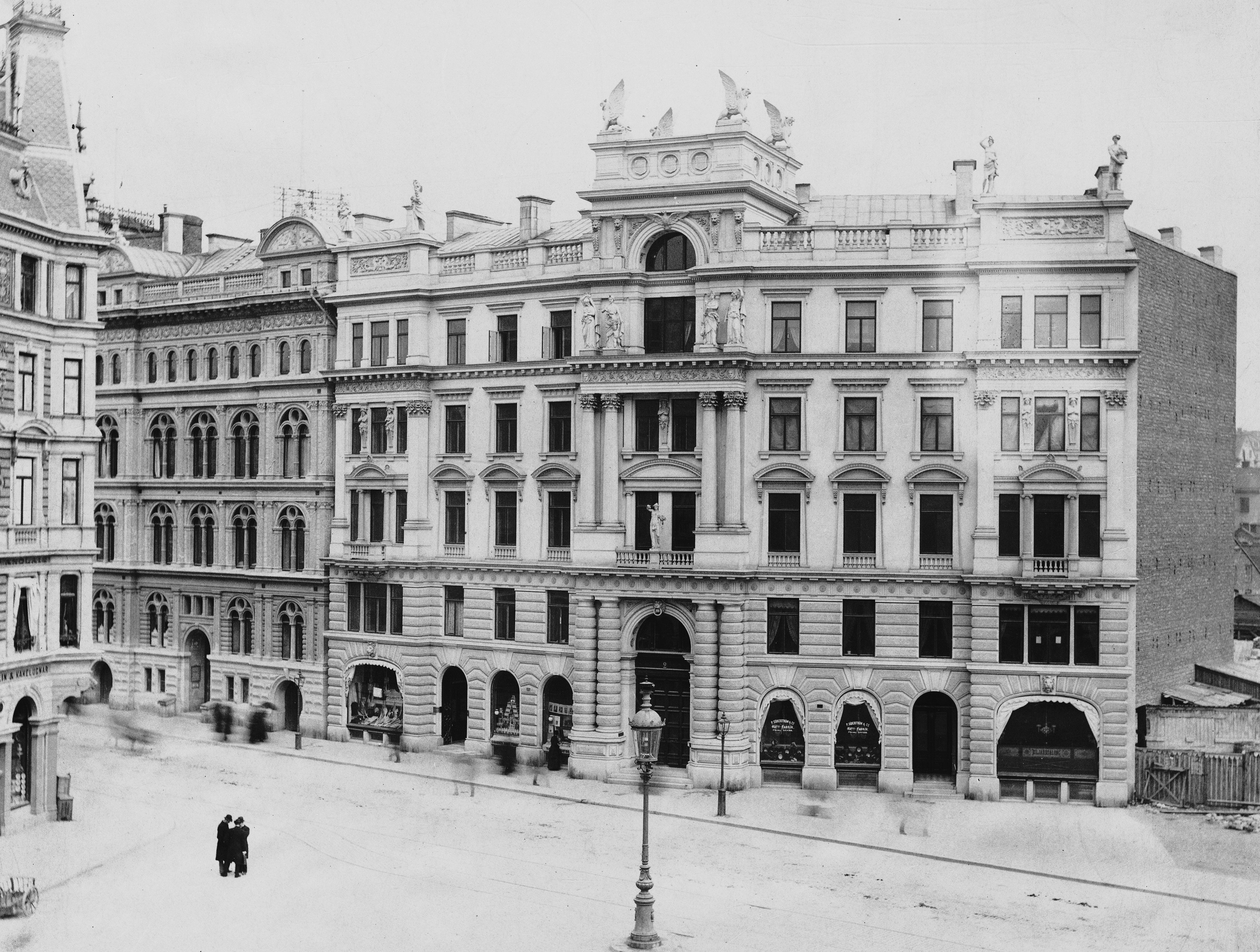
Bångska palatset 1884.
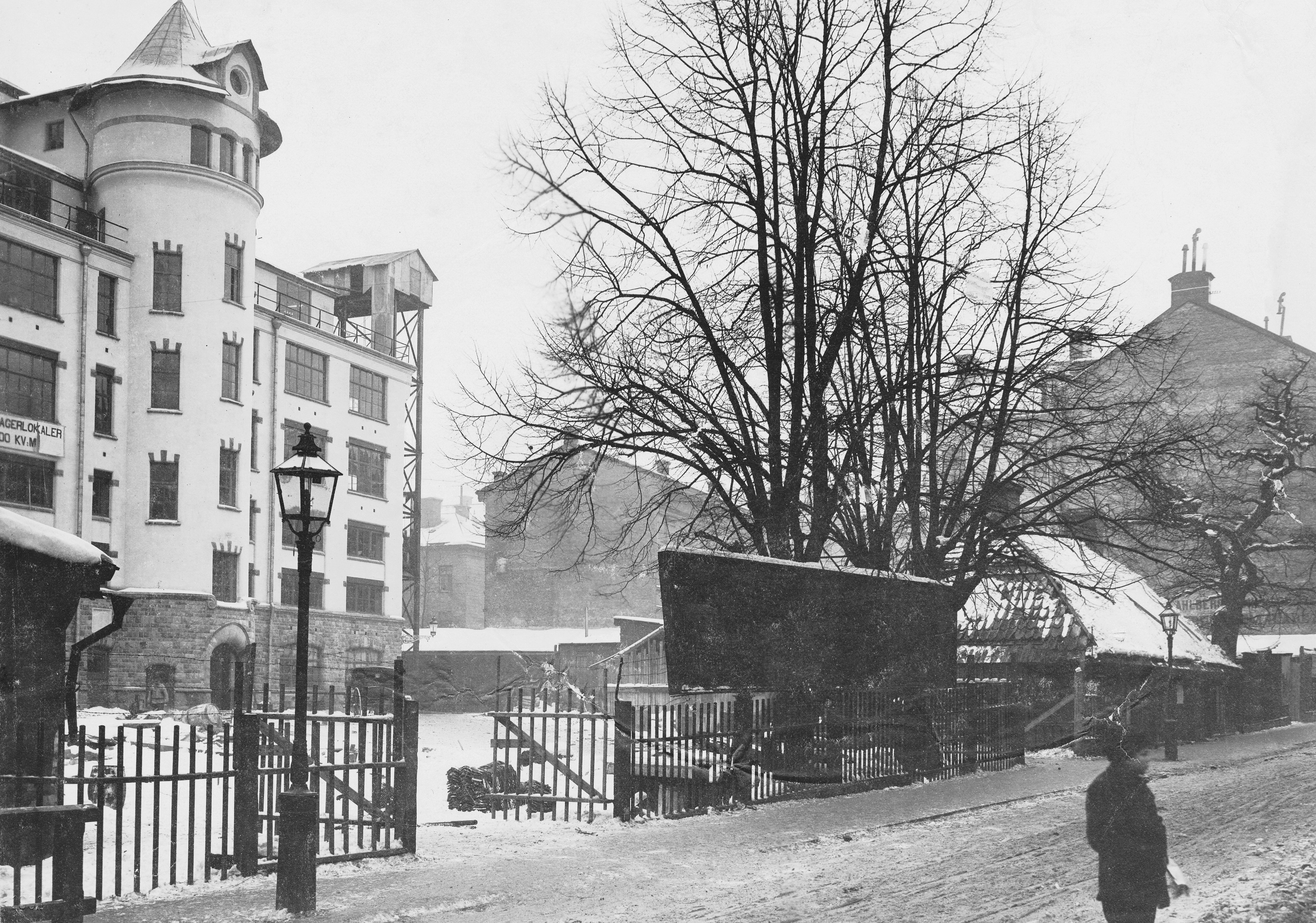
Freys Hyrverk, Grev Turegatan 11, omkring 1900.
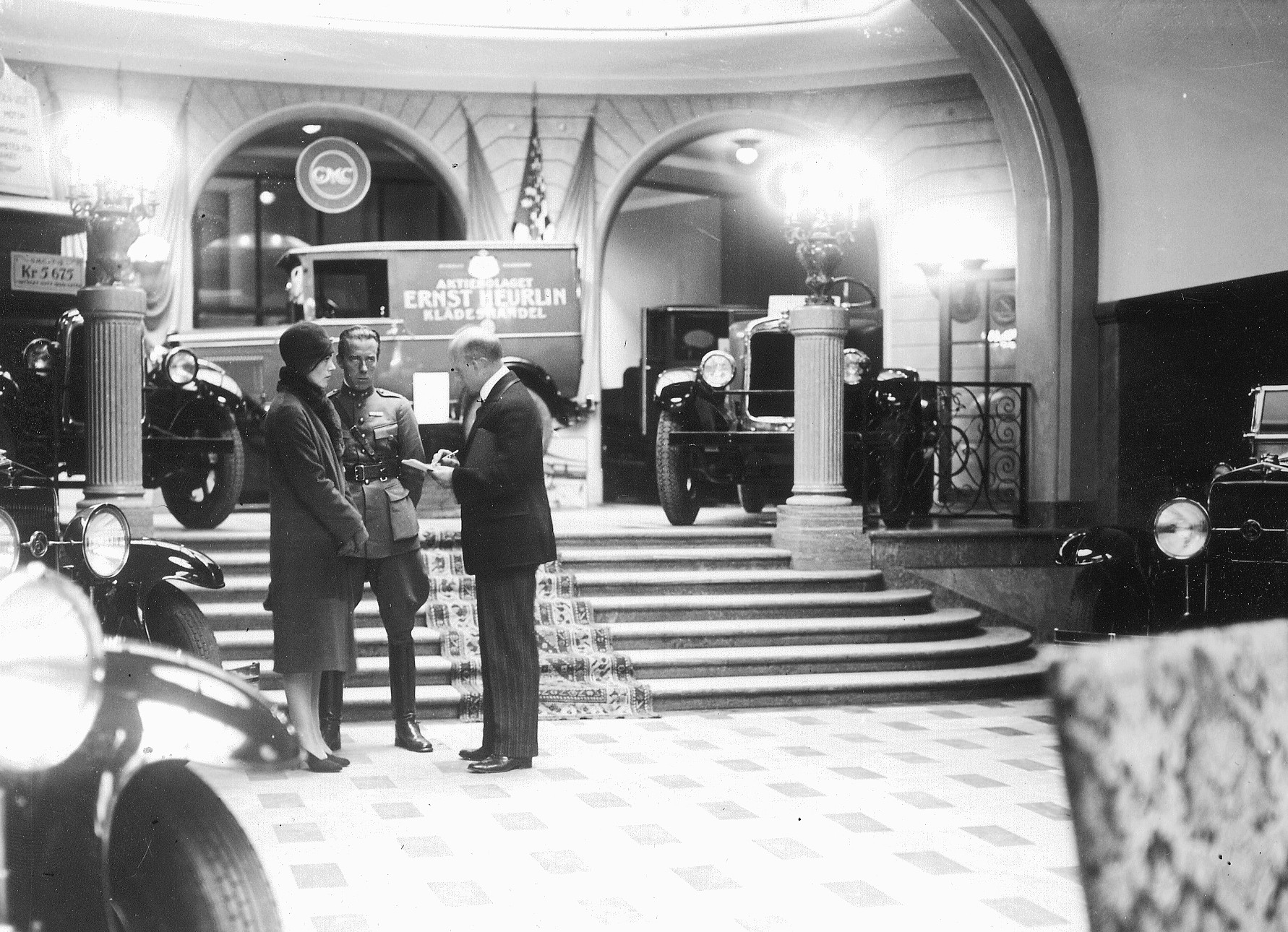
AB Hans Ostermans bilhall 1928 (Birger Jarls gatan 18).
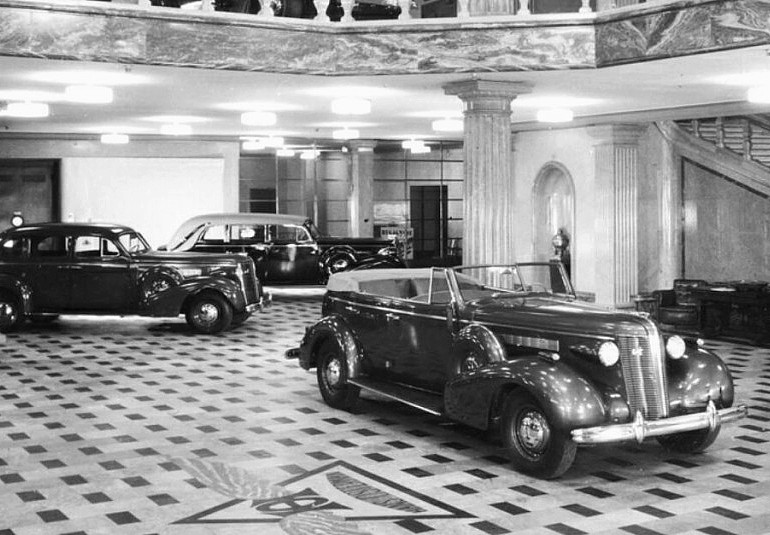
Hans Ostermans bilhall 1937 (Grev Turegatan 3–5).

## Kvarteret i förändring

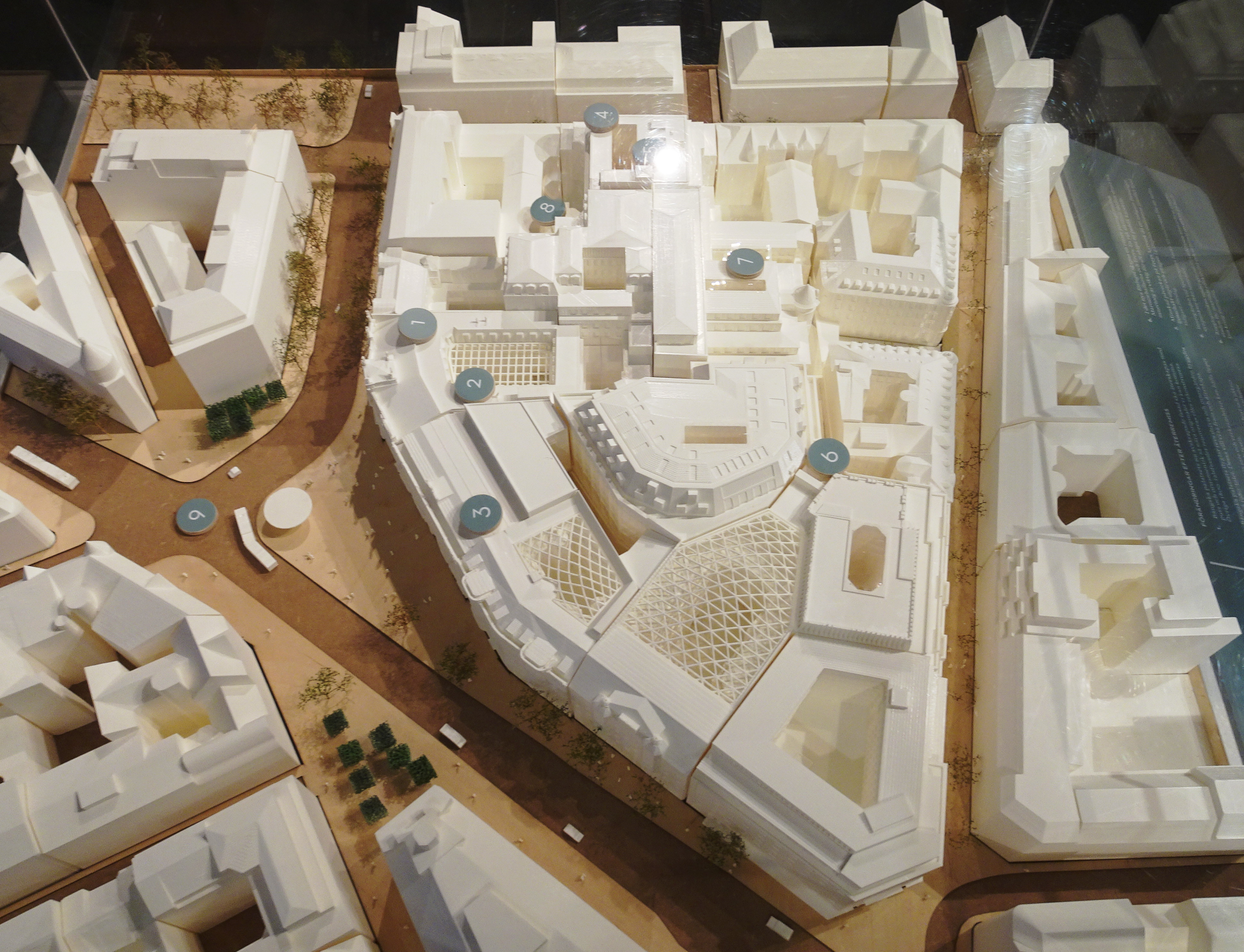
Modell över kvarteret Sperlingens backe.

Kvarterets största förändring skedde i slutet av 1980-talet när Sturegallerian skapades. Då anlades en klimatskyddad inköpsgalleria som sträcker sig genom ett stort antal av Sperlingens backes fastigheter med in- och utgångar från Stureplan och Grev Turegatan. I samband med tillkomsten av Sturegalleriet genomfördes även en större fastighetssammanslagning och -reglering. Av de tidigare 18 fastigheter återstår idag åtta: Sperlingens Backe nr 27, 30, 45, 47, 55 och 56. Nummer 56 är det största och omfattas av Sturegallerians byggnader. Sedan 2006 är fastighetsägare Abu Dhabi-baserade Abu Dhabi Investment Authority (ADIA).   
Fram till år 2027 skall Sturegallerian byta skepnad. Gallerians näringsidkare och fastighetsägare såg ett behov av att modernisera lokalerna och höjda kvarterets konkurrenskraft. Ombyggnadstiden beräknas till sju år men delas upp i två etapper. Fastighetsägaren ADIA räknar med att investera cirka 5 miljarder kronor på projektet, inklusive detaljplanekostnader. Ett programförslag för ombyggnaden antogs av kommunfullmäktige i november 2019. 
Ett tidigare programförslag förkastades 2015 av Stockholms kulturförvaltning. I deras remissyttrande sades bland annat: Programmets förslag skulle innebära en mycket stor förändring av ett av stadens mest centrala stenstadskvarter. Stora kulturhistoriska värden skulle gå till spillo. Så omfattande rivningar i innerstaden har inte skett sedan rivningarna i City på 1950- och 60-talen... Det nu antagna förslaget innebär mindre rivningar och att gallerian öppnas upp mot stadsrummet och blir ljusare samt att ytterligare arbets- och handelsplatser inrättas. Genomförandet av programmet betyder dock att byggnaden från 1937 (tidigare Sperlingens Backe 44/57), som inhyste den egentliga Marmorhallen, kommer att rivas.

## Byggnader och verksamheter (urval)

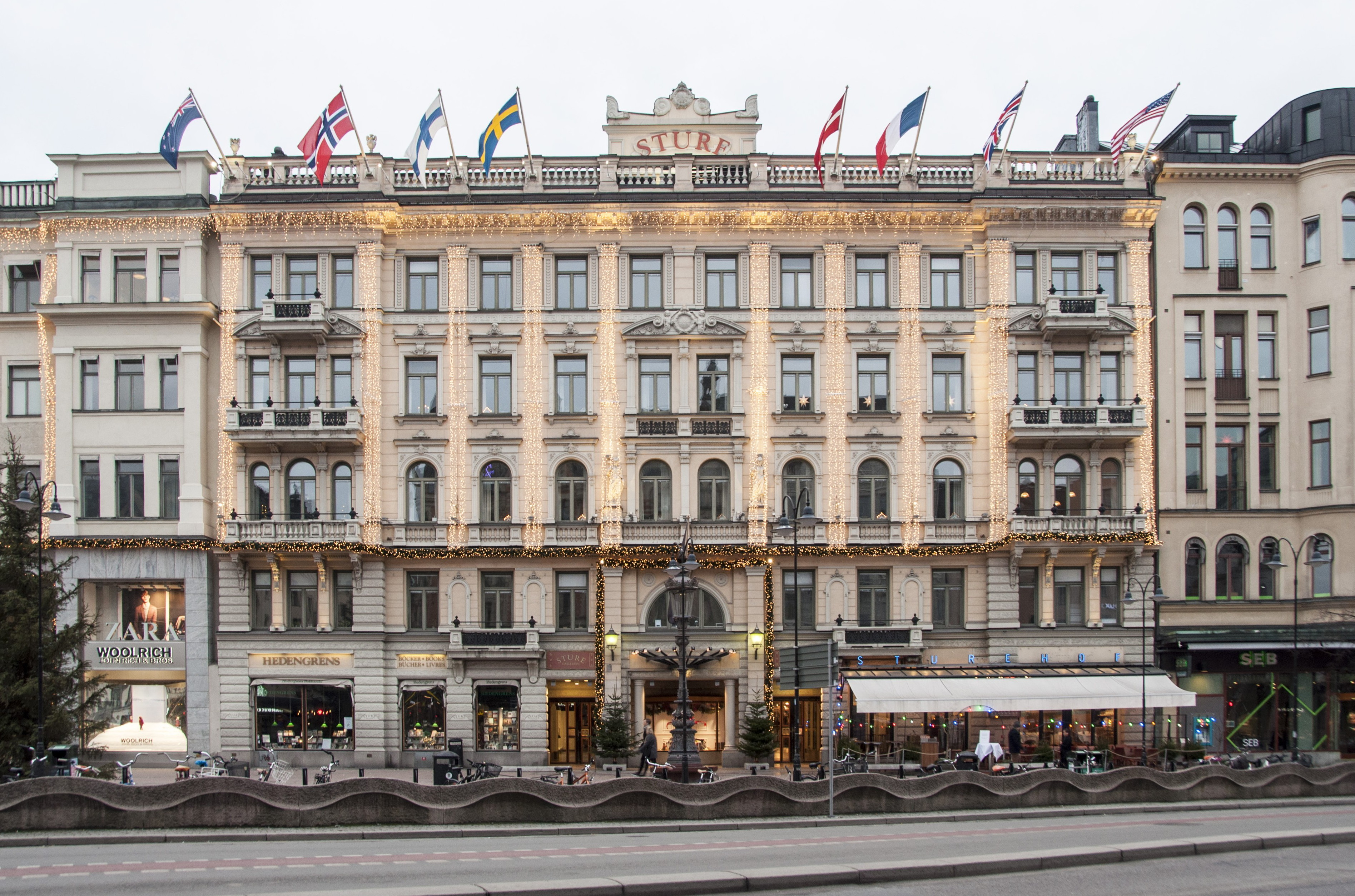
Sperlingens backe 35 (nuvarande 56), Stureplan 4, entré till Sturegallerian.

Fastighetsbeteckningar från före 1980-talet.
- Sperlingens Backe 24 (Humlegårdsgatan 13-15): Byggnader för Franska reformerta kyrkan (1881 och 1906).[8]
- Sperlingens Backe 32 (Sturegatan 4): Sturebadet (1885).[9]
- Sperlingens backe 35 (Stureplan 2-4): Entré till Sturegallerian och Restaurang Sturehof.[10]
- Sperlingens Backe 36 (Stureplan 6): Bångska palatset.[11]
- Sperlingens Backe 46 (Birger Jarlsgatan 18): Ostermans marmorhallar gamla delen, numera en del av Sturegallerian.[12]
- Sperlingens Backe 47 (Birger Jarlsgatan 16 / Grev Turegatan 1): Byggnad för Städernas allmänna brandstodsbolag under innergården låg Biograf Spegeln.[13]
- Sperlingens Backe 44/57 (Grev Turegatan 3-5): Ostermans marmorhallar nya delen, numera P-hus Grev Turegatan.[14]
- Sperlingens Backe 54 (Grev Turegatan 11): Byggnad för Freys Hyrverk, numera en del av Sturegallerian.[15]

## Nutida bilder

Exteriörer
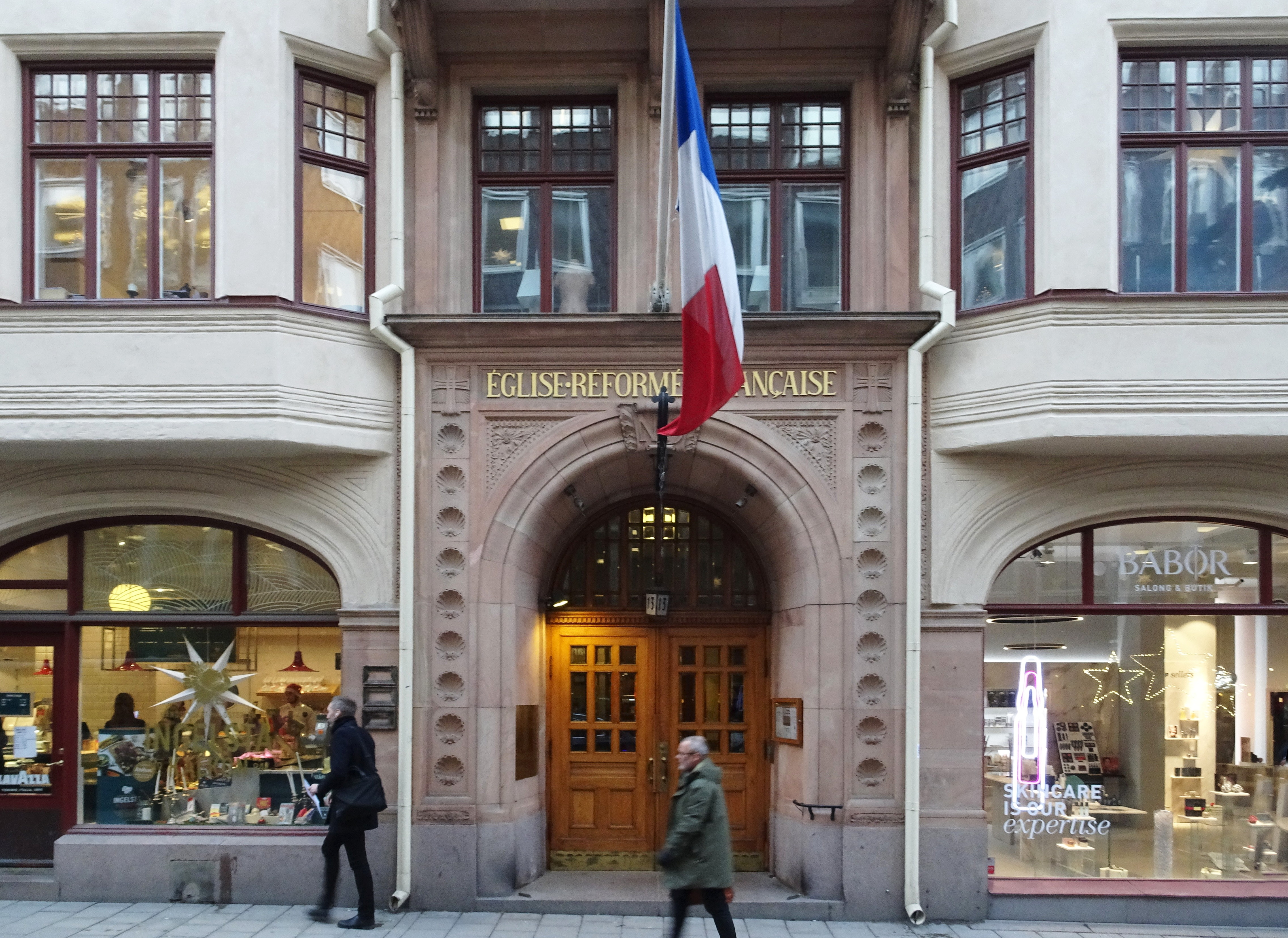
Franska reformerta kyrkan, entré från Humlegårdsgatan.
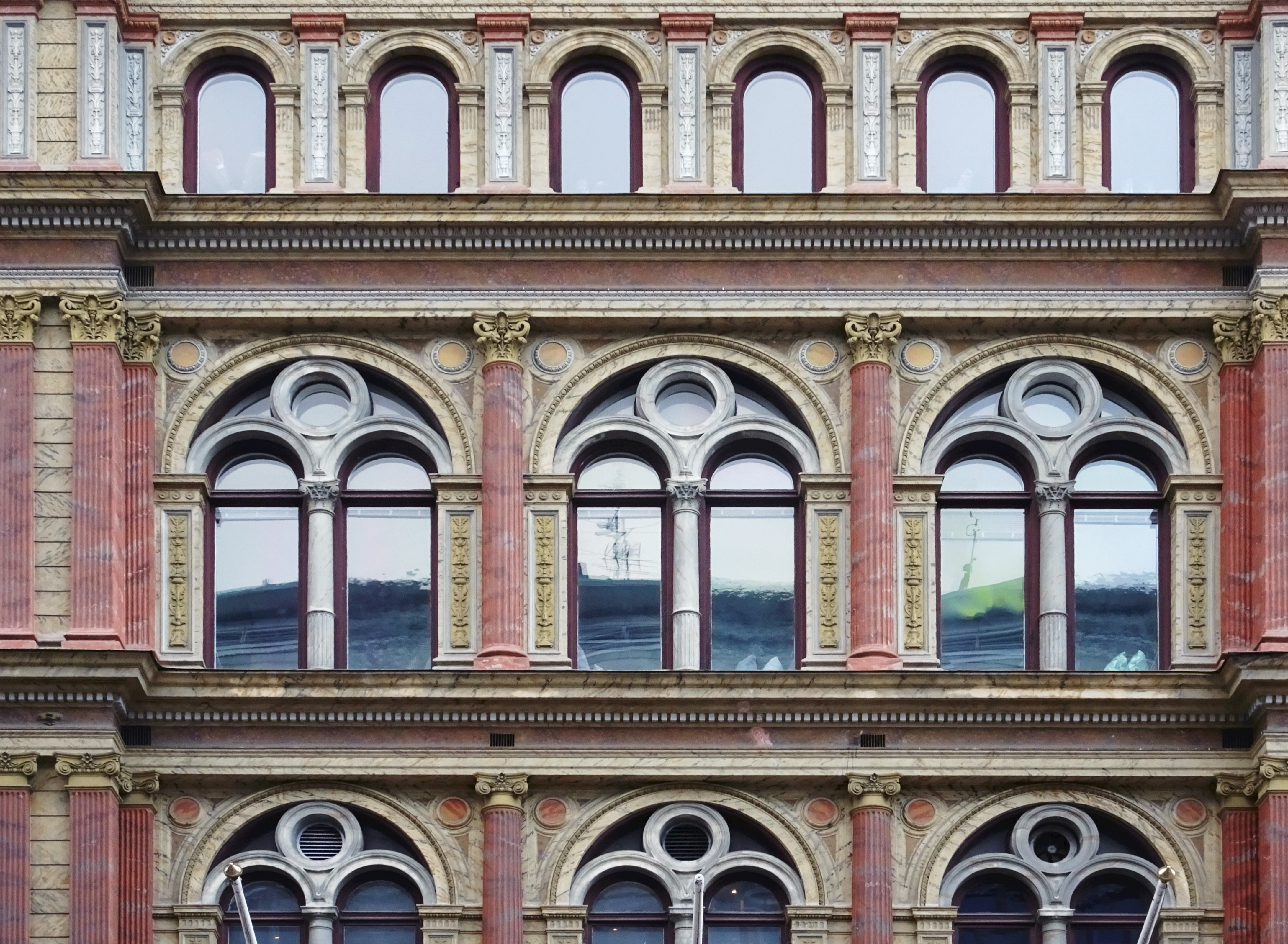
Sturebadets fasad, Sturegatan 4.
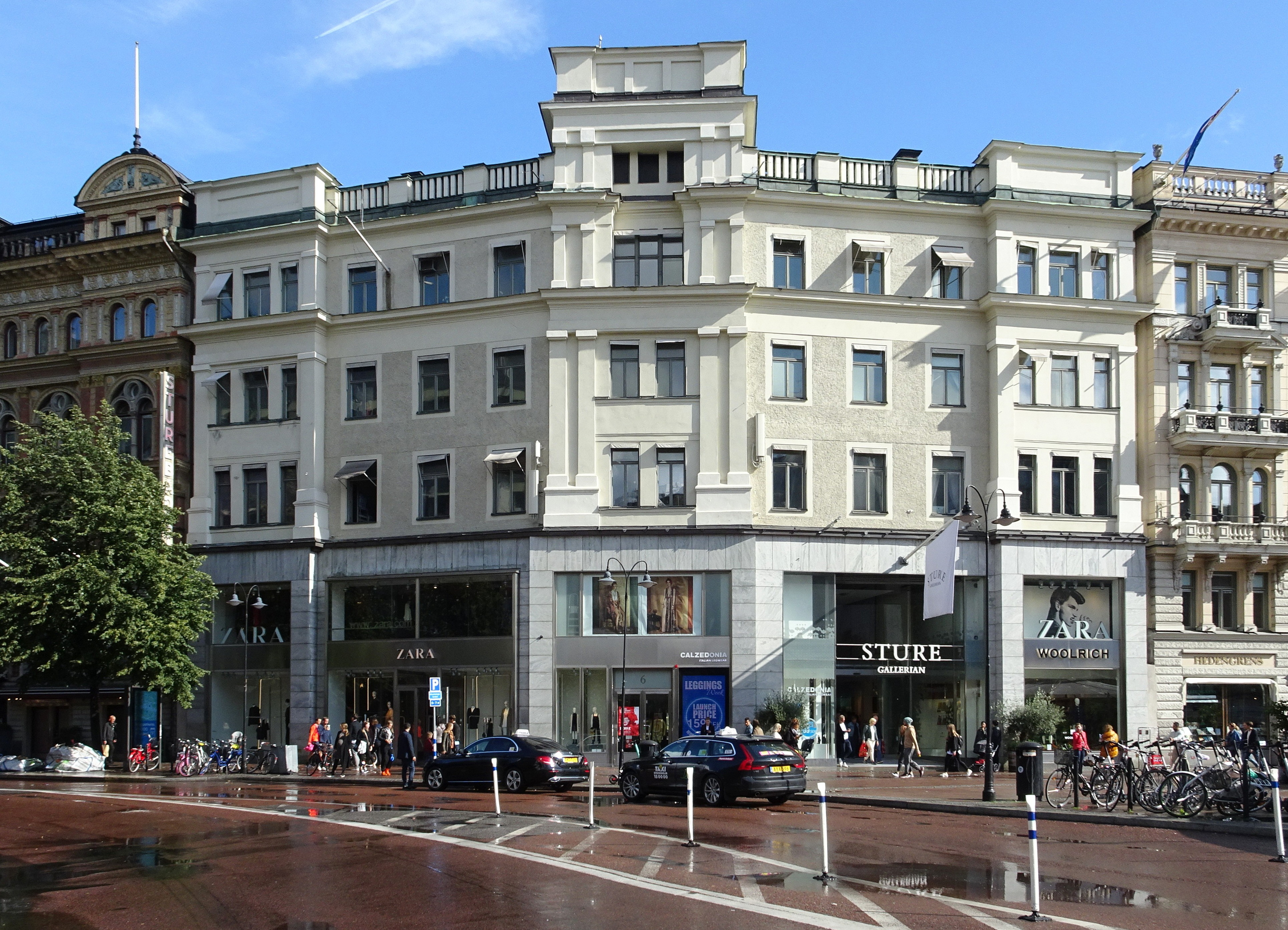
Bångska palatset, Stureplan 6.
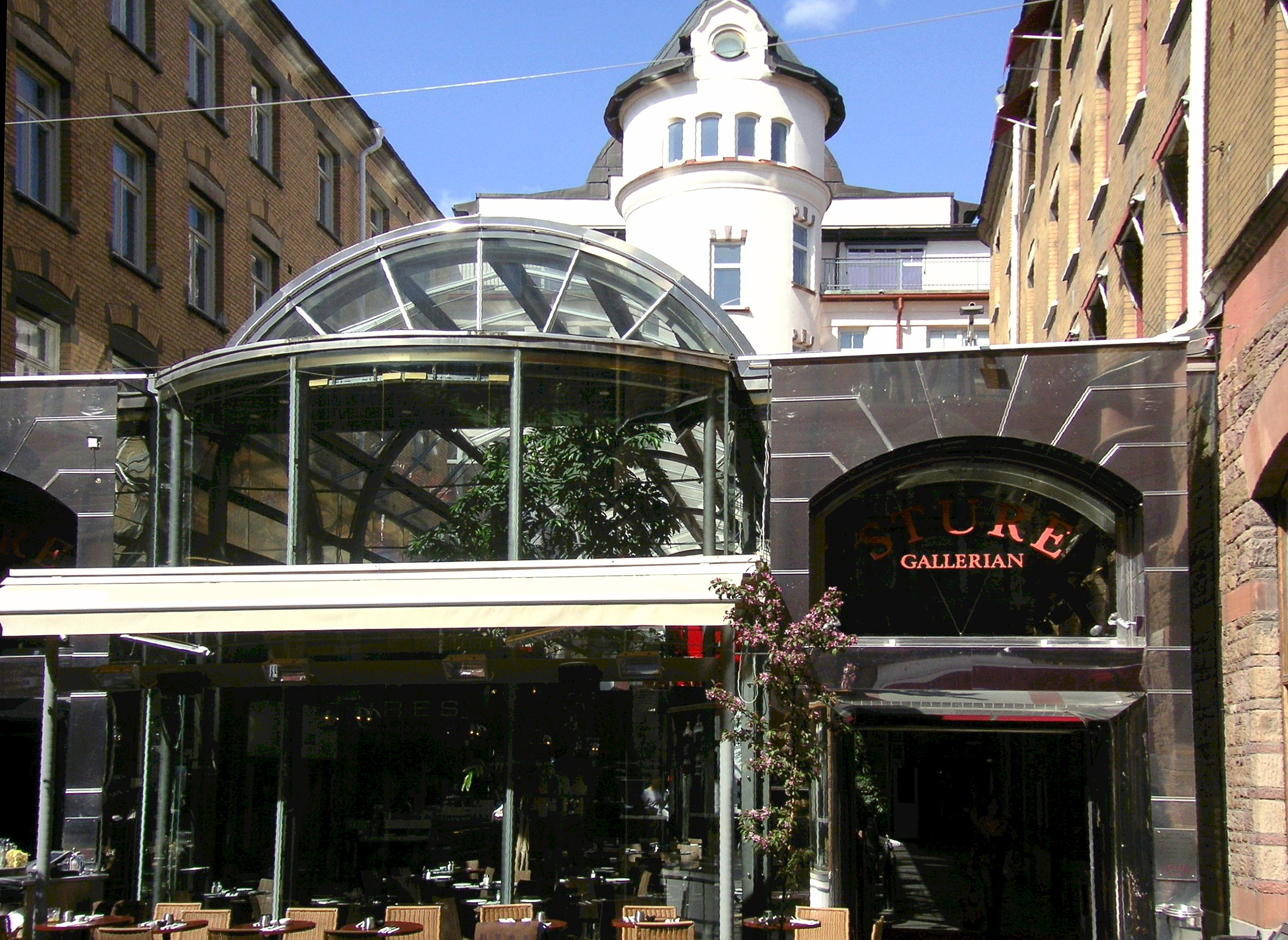
Sturegallerian, entré från Grev Turegatan 11.
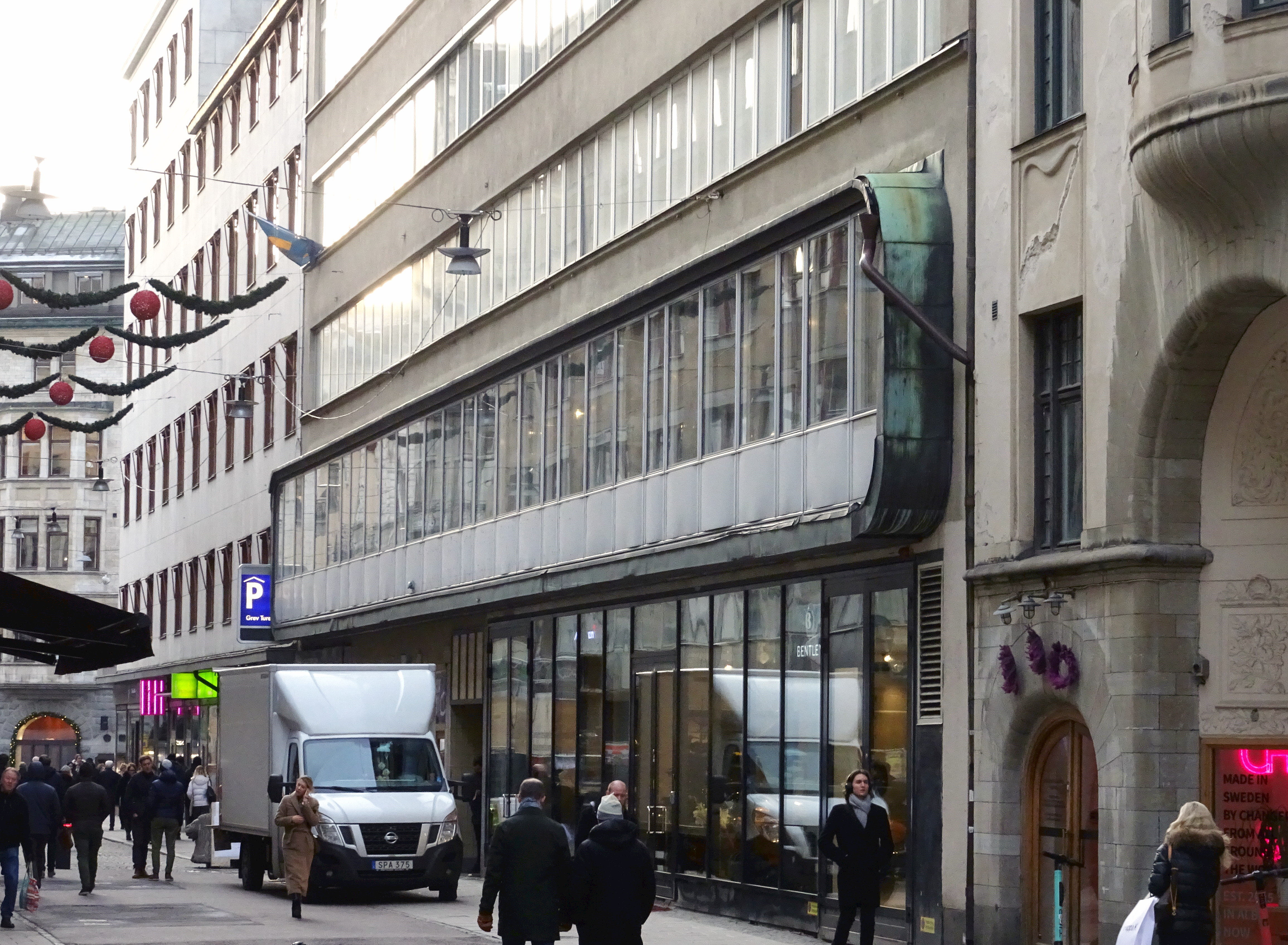
Grev Turegatan 3-5, f.d. Ostermans marmorhallar.

Interiörer
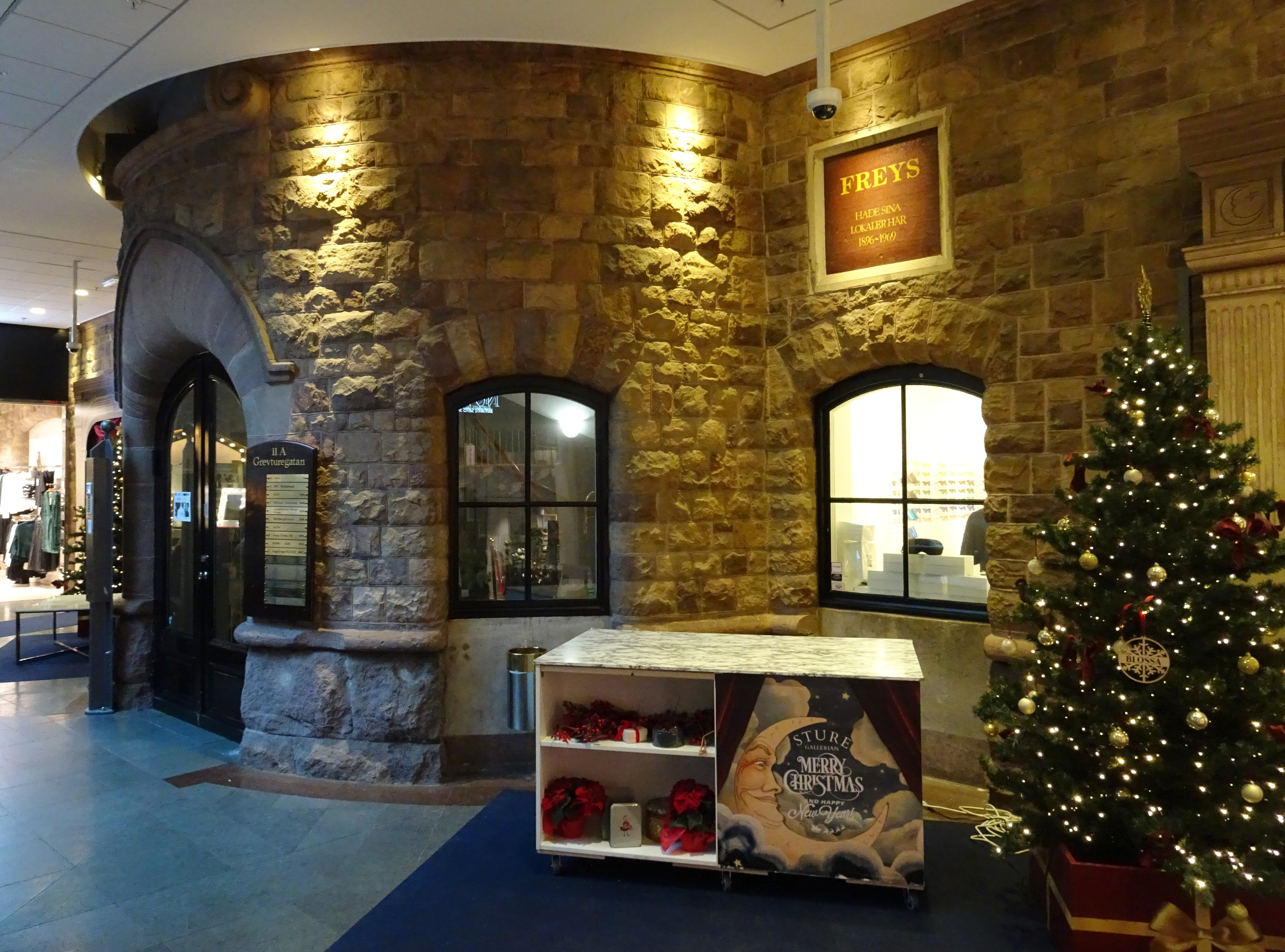
Sturegallerian, entré till f.d. Freys Hyrverk.
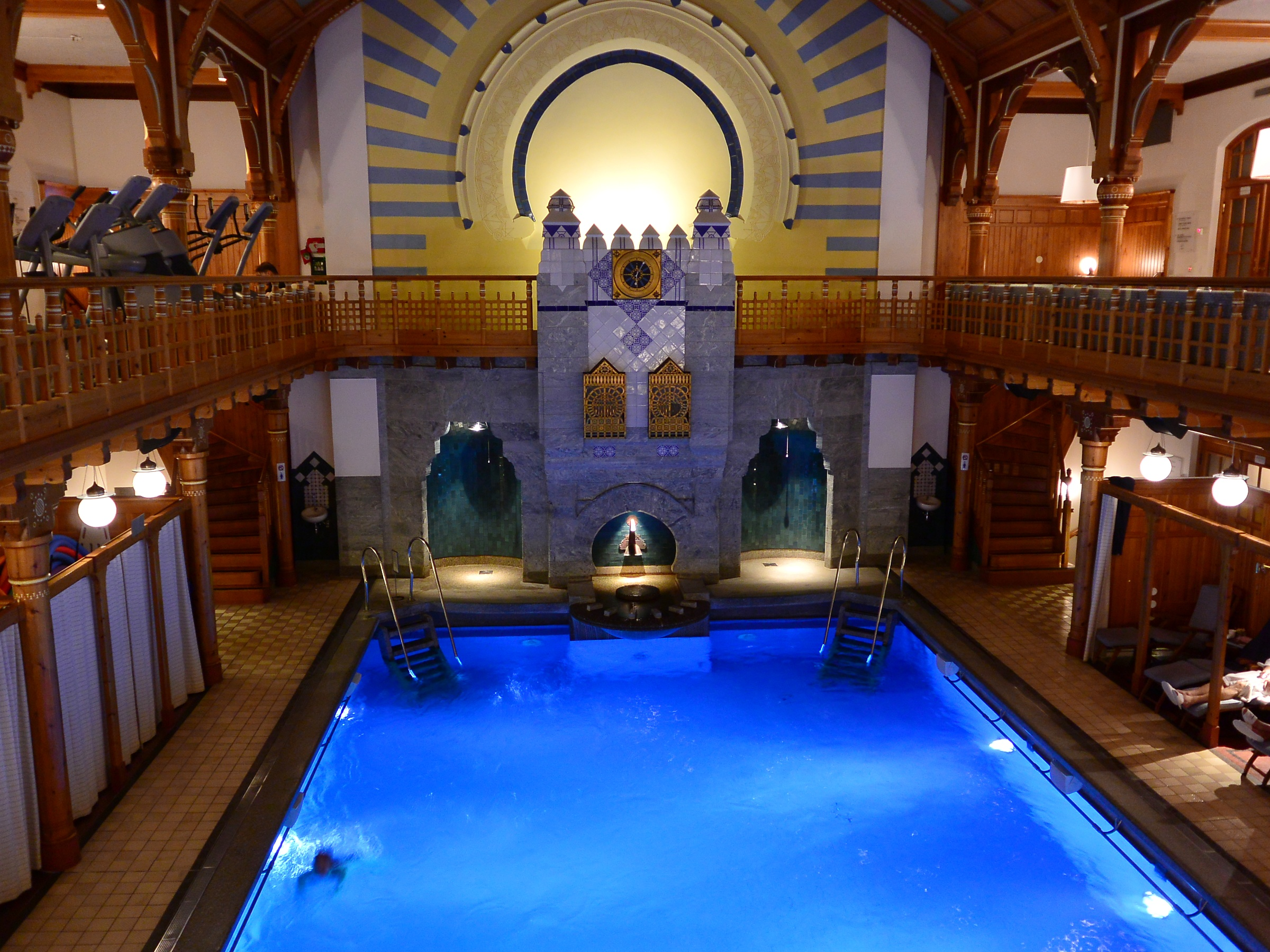
Sturebadets simhall.
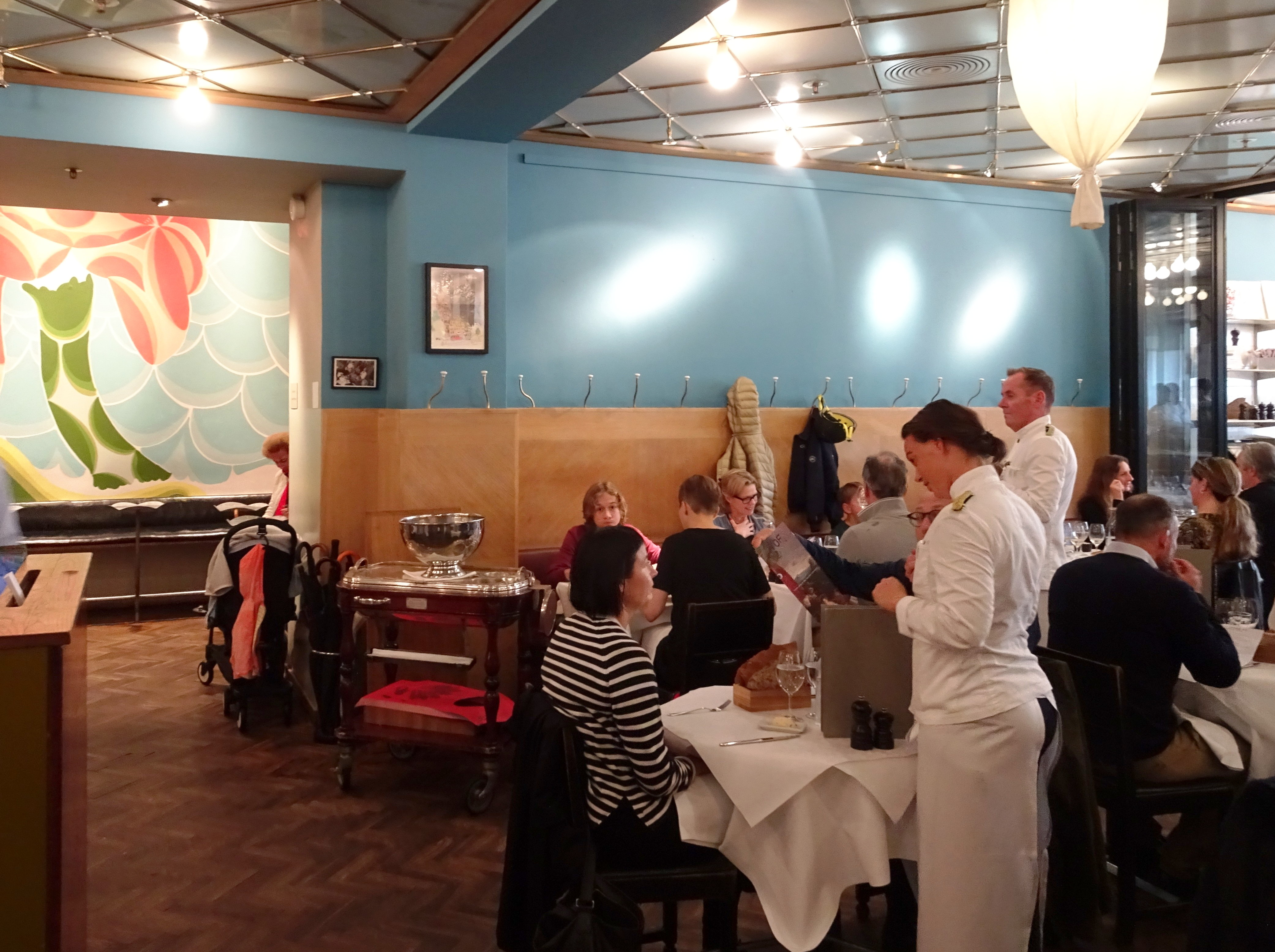
Restaurang Sturehof
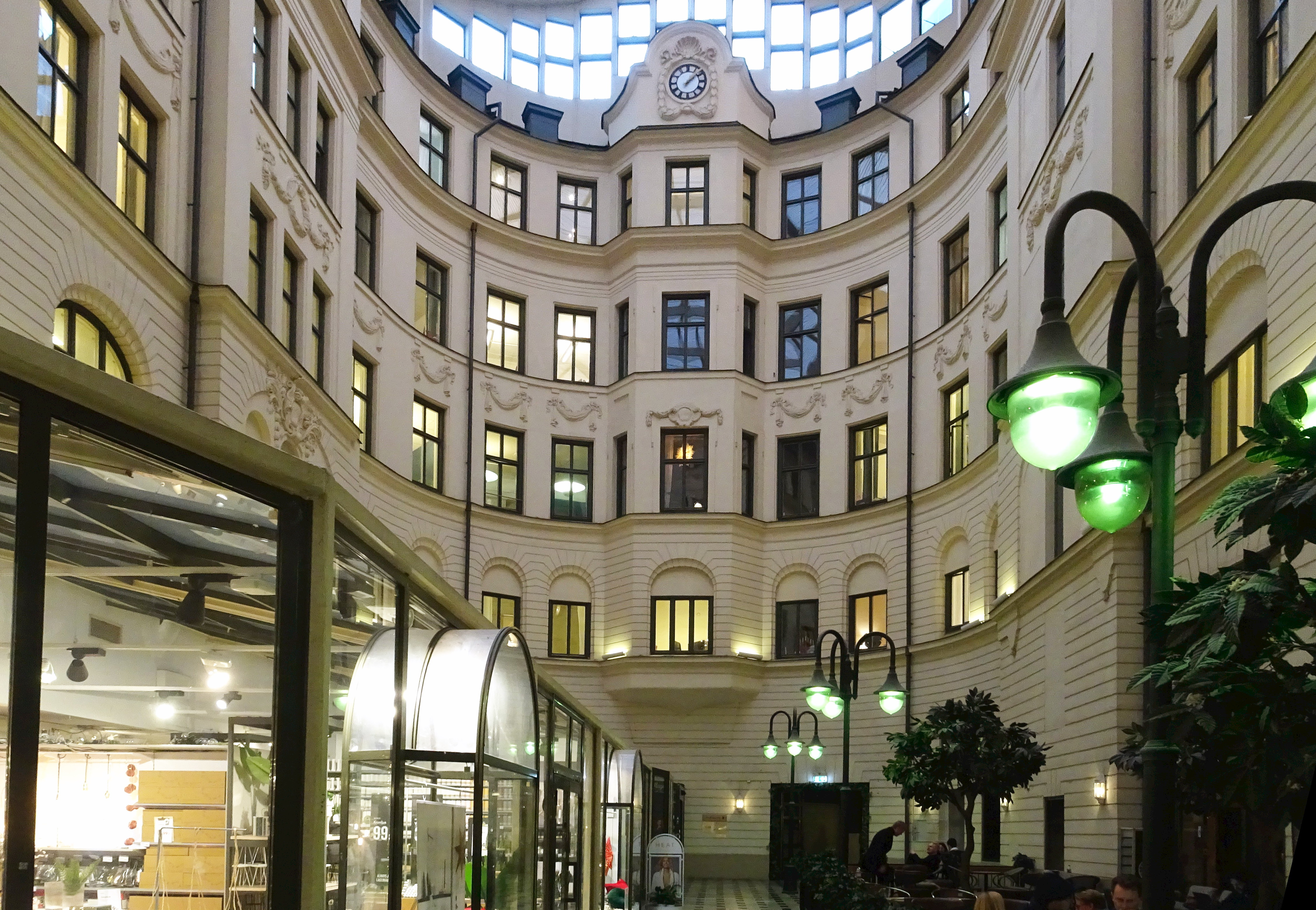
Birger Jarlsgatan 18, f.d. Ostermans marmorhallar.
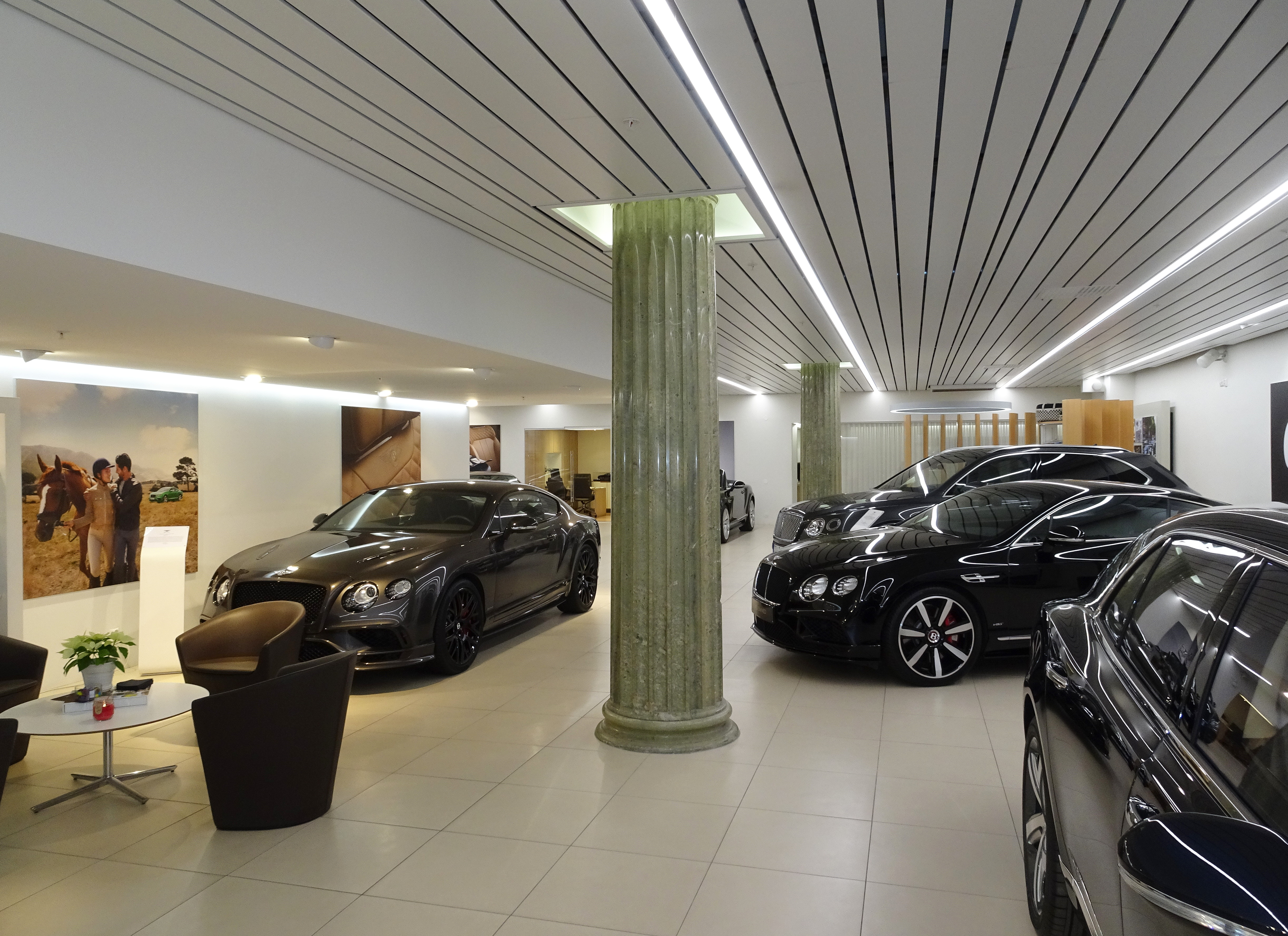
Grev Turegatan 5, f.d. Ostermans marmorhallar.